# 大連会議
大連会議（だいれんかいぎ）とは、1921年8月26日から1922年4月16日にかけて、大連で開催された日本と極東共和国（実質はロシア・ソビエト連邦社会主義共和国→後のソビエト連邦）との国交協議。1917年の十月革命によるボリシェヴィキ政権樹立によって関係が途絶していた日本とロシア（＝ソビエト連邦）の間の初めての本格的な外交交渉となった。

## 概要
ロシア革命直後の1918年8月以来続けられてきたシベリア出兵は、ソビエト政権の安定化とアメリカなどの共同出兵国の撤退（1920年1月）によって挫折が明らかになりつつあった。だが、日本では軍部・世論ともに強硬論が強く、更に尼港事件なども発生し、その責任を問うために北樺太に対する保障占領を決定したために撤退の時期を逸し、国際的な批判を受けるに至った。一方、ソビエト連邦では1920年3月に緩衝国家として極東共和国を設置して、日本側との直接対峙を避ける姿勢を示した。 
1920年12月以後、極東共和国の代表は日本のシベリア派遣軍を経由して日本の外務省にシベリアからの日本軍撤退と通商関係樹立のための外交交渉を求め、1921年に入ると、ウラジオストクで両国の事務級協議が開始された。その頃、原敬内閣は迫るワシントン会議における日本のシベリア占領継続に対する国際的な非難を危惧して、交渉開始を決定する。5月13日交渉に臨む際の日本側の基本方針8項目を確認した。すなわち、
- 極東共和国への共産主義体制移行に反対し、軍事施設設置を認めない。
- 極東共和国における外国人の居住・営業の自由。
- ウラジオストクを商業港として開放すること。また、同地の非軍事化。
- 漁業権などの既得権益の保持。
- 日本（朝鮮などの植民地を含む）に対する革命宣伝の禁止。

などであった。その後、細部を詰めた後に7月12日に極東共和国に対して正式に協議開始に応じる旨を伝えた。
会議は8月26日から、日本代表シベリア派遣軍政務局長松島肇、極東共和国代表外務大臣ユーリン（9月7日にペトロフに交替）と大連において交渉を開始した。極東共和国は、日本軍の早期撤退とソビエト連邦を含めた国交樹立を目指したが、日本側は国交樹立には否定的で極東共和国とも通商関係に留め、更にシベリアからの撤兵には尼港事件の全面解決を必要とする立場を示した。
その後、極東共和国側から29ヶ条の協約案（9月7日）が、日本側からは先の8ヶ条の方針に基づく17ヶ条の提案（9月26日）が出されたが、双方の意見の違いは大きかった。また、極東共和国は利害関係者として漁業交渉へのソビエト連邦代表の参加や会議開催地を首都チタかより共和国に近い満州里への変更を求め、これらの提案に日本側は反発する。更に11月にワシントン会議が開始されると、参加各国より日本のシベリア駐留に対する批判が出ると極東共和国は通商協議へのソビエト連邦代表参加と全面撤退の時期の明示を求めるなど強気の外交姿勢を見せた。また、日本側は最終的な方針を極東共和国とソビエト連邦を離間させて同共和国を非共産国家として自立させて日本の経済進出を認めさせることを最終方針としていたが、内部では共産主義宣伝の中止を優先とする軍部と通商協議など経済問題を重視する外務省の間で意見の相違があり、更に原首相暗殺後に成立した高橋是清内閣の不安定さも交渉の妨げとなった。
尼港事件の全面解決を軍撤退の前提条件とする日本側と日本軍撤退を尼港事件に関する協議及び通商協議開始の前提条件とする極東共和国側との溝は埋まらず、1922年4月15日に日本側は交渉打ち切りを表明し、翌日会議は決裂した。
だが、双方ともシベリアからの日本軍撤退は重要な問題とみなしており、交渉再開の余地を残した。1922年9月には長春で2度目の交渉が開始される（長春会議）。